# Zhao Ziyang
Zhao Ziyang (17 de outubro de 1919 — 17 de janeiro de 2005) foi um político da República Popular da China. Foi primeiro-ministro da República Popular da China entre os anos de 1980 até 1987 e Secretário-Geral do Partido Comunista da China de 1987 até 1989. Foi um reformador que implementou reformas econômicas que incrementara a produção, procurando soluções para racionalizar o inchaço da burocracia e batalhar contra a corrupção.

## Biografia
Foi um político de alto escalão na República Popular da China (RPC). Ele foi o terceiro premier da República Popular da China de 1980 a 1987, vice-presidente do Partido Comunista da China de 1981 a 1982 e secretário-geral do Partido Comunista da China de 1987 a 1989. Ele estava encarregado da política de reformas na China de 1986, mas perdeu poder com as novas políticas implementadas pelo governo e seu apoio aos Protestos na Praça Tiananmen (Praça da Paz Celestial) em 1989.

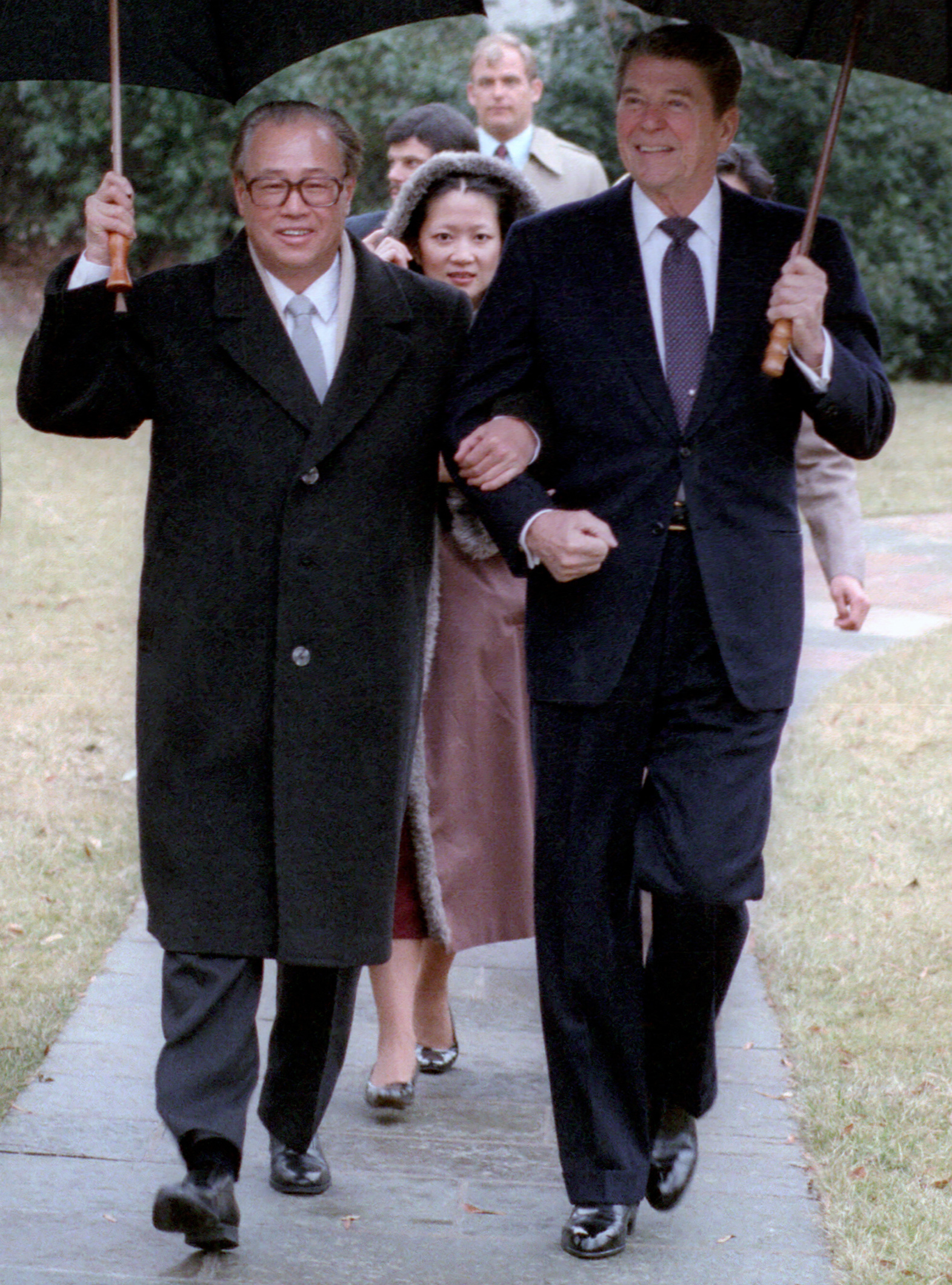
Zhao Ziyang e Ronald Reagan na Casa Branca em 1984.

Como um alto funcionário do governo, Zhao era crítico das políticas maoístas e instrumental na implementação de reformas de livre mercado, primeiro em Sichuan e posteriormente em todo o país. Ele emergiu no cenário nacional devido ao apoio de Deng Xiaoping após a Revolução Cultural. Defensor da privatização de empresas estatais, da separação do partido e do estado e das reformas gerais da economia de mercado, ele buscou medidas para simplificar a burocracia da China e combater a corrupção, questões que desafiavam a legitimidade do partido na década de 1980. Muitas dessas opiniões foram compartilhadas pelo então secretário-geral Hu Yaobang.
Suas políticas de reforma econômica e simpatias com os manifestantes estudantis durante os protestos da Praça Tiananmen de 1989 colocaram-no em desacordo com alguns membros da liderança do partido, incluindo o presidente da Comissão Consultiva Central Chen Yun, o presidente da CCPPC Li Xiannian e o premier Li Peng. Zhao também começou a perder as boas graças do presidente da Comissão Militar Central, Deng Xiaoping. Após os eventos, Zhao foi expurgado politicamente e efetivamente colocado em prisão domiciliar pelo resto de sua vida.
Ele morreu de um derrame em Pequim em janeiro de 2005. Por causa de sua queda política em desgraça, ele não recebeu os rituais fúnebres geralmente concedidos a altos funcionários chineses. Sua autobiografia secreta foi contrabandeada e publicada em inglês e chinês em 2009, mas os detalhes de sua vida continuam censurados na China.